# Ранве
Ранве́ (фр. Renwez) — коммуна во Франции, находится в регионе Шампань — Арденны. Департамент — Арденны. Административный центр кантона Ранве. Округ коммуны — Шарлевиль-Мезьер.
Код INSEE коммуны — 08361.
Коммуна расположена приблизительно в 200 км к северо-востоку от Парижа, в 100 км севернее Шалон-ан-Шампани, в 12 км к северо-западу от Шарлевиль-Мезьера. На севере коммуны находится водохранилище Вьей-Форж.

## Население
Население коммуны на 2008 год составляло 1699 человек.
| 1962 | 1968 | 1975 | 1982 | 1990 | 1999 | 2008 |
| ---- | ---- | ---- | ---- | ---- | ---- | ---- |
| 1195 | 1261 | 1199 | 1216 | 1331 | 1437 | 1699 |

## Администрация
| Период | Период | Фамилия           | Партия                                                                    | Должность                |
| ------ | ------ | ----------------- | ------------------------------------------------------------------------- | ------------------------ |
| 1946   | 1977   | Макс Демогр       | Французская секция Рабочего интернационала, затем Социалистическая партия |                          |
| 1977   | 1983   | Рене Марешаль     |                                                                           | профессор                |
| 1983   | 1995   | Жанин Вастин      | Объединение в поддержку республики                                        |                          |
| 1995   |        | Жан-Франсуа Тьери | Союз за народное движение                                                 | Бывший директор компании |

## Экономика
В 2007 году среди 1097 человек в трудоспособном возрасте (15—64 лет) 828 были экономически активными, 269 — неактивными (показатель активности — 75,5 %, в 1999 году было 69,3 %). Из 828 активных работали 724 человека (421 мужчина и 303 женщины), безработных было 104 (42 мужчины и 62 женщины). Среди 269 неактивных 101 человек были учениками или студентами, 59 — пенсионерами, 109 были неактивными по другим причинам.

## Достопримечательности
- Церковь Нотр-Дам[фр.] (XV век). Исторический памятник с 1913 года.[3]
- Озеро Вьей-Форж. Площадь около 150 гектаров, окружено лесами и лугами, на берегу есть парк развлечений.
- Музей леса[фр.][4].

## Фотогалерея

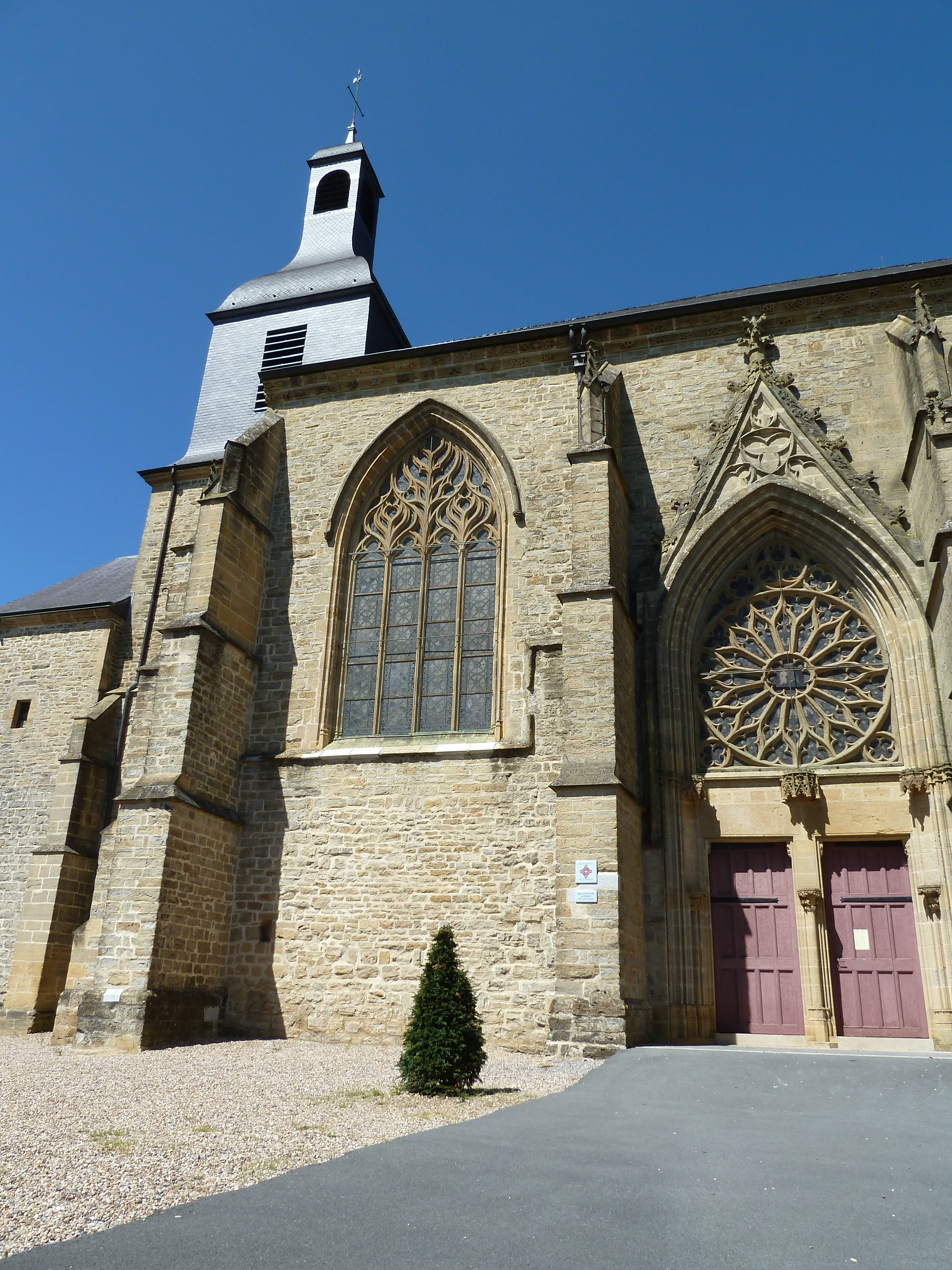
Церковь
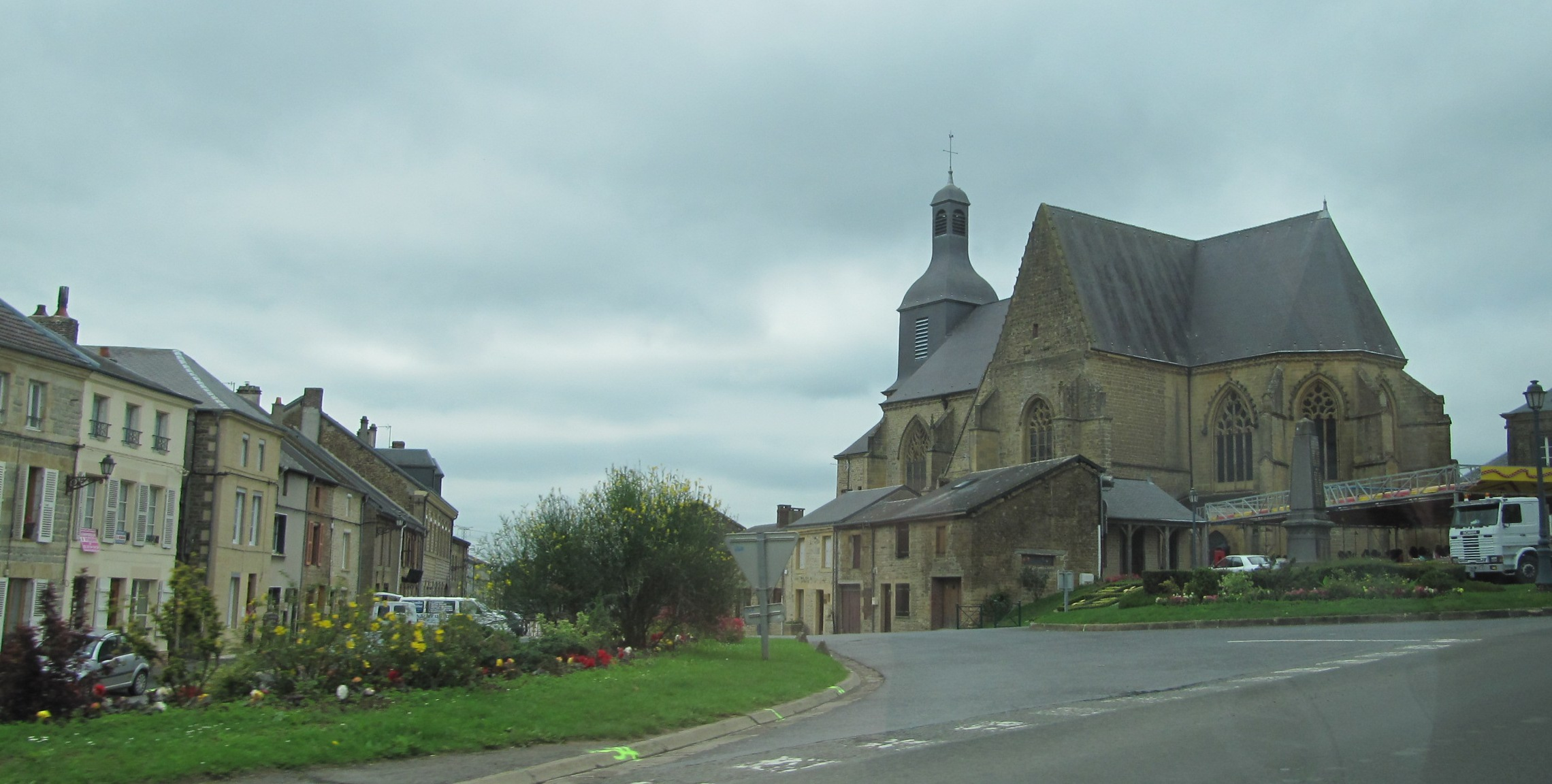
Центр Ранве
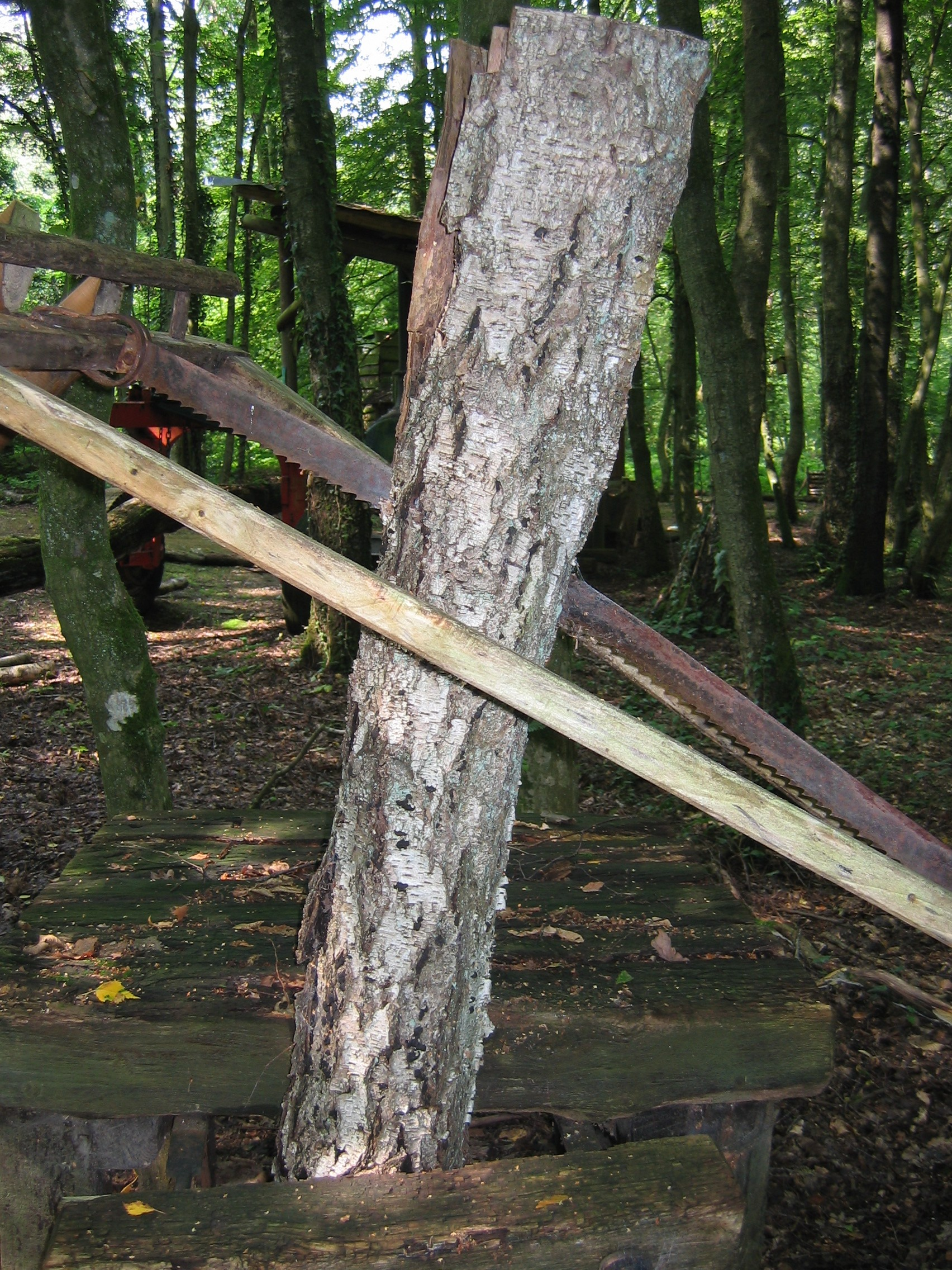
Пила в музее леса
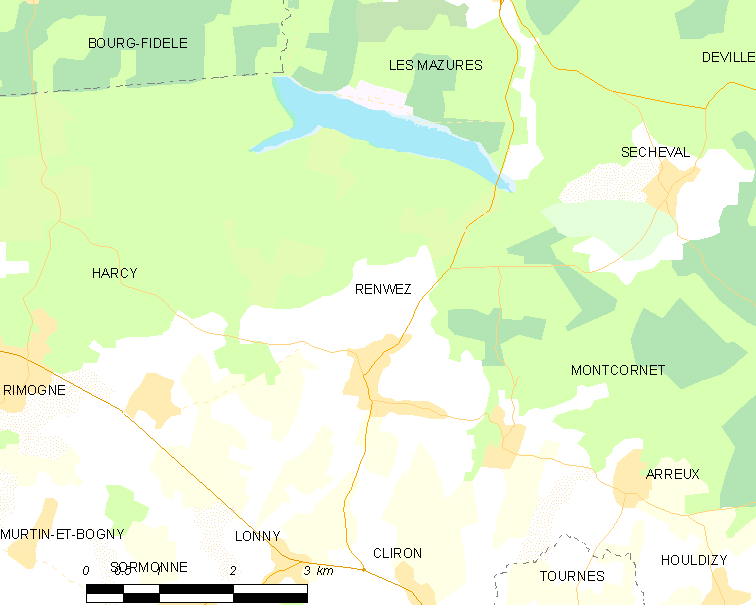
Карта коммуны